# Uittienia modesta
Uittienia modesta là một loài thực vật có hoa trong họ Đậu. Loài này được Steenis miêu tả khoa học đầu tiên.